# Þórhallur Bjarnason

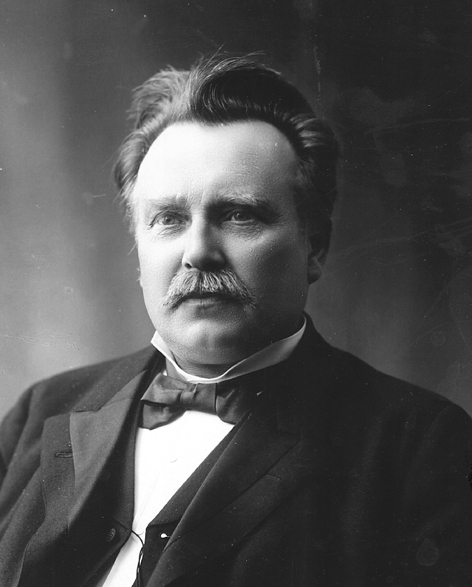
Þórhallur Bjarnarson 1908

Þórhallur Bjarnason (* 2. Dezember 1855 in Laufás; † 15. Dezember 1916 in Reykjavík) war ein isländischer evangelisch-lutherischer Geistlicher und von 1908 bis 1916 sechster Bischof von Island der Isländischen Staatskirche.

## Leben
Þórhallur Bjarnason wurde am 2. Dezember 1855 in Laufás, Island, als Sohn des Björn Halldórsson geboren. Er machte 1877 seinen Abschluss an der Schule in Reykjavík. In den Jahren 1878 bis 1883 erlangte er an der Universität Kopenhagen einen Abschluss in Philosophie, Theologie, Kirchengeschichte und Latein. 1884 wurde er zum Propst des Borgarfjörður ernannt. 1889 wurde er im Reykjavíker Dom ordiniert. Er war Mitglied des Althing, des isländischen Parlaments. 1908 wurde er zum Bischof von Island ernannt. Er starb 1916 im Amt.

## Referenzen
1. ↑  Þórhallur Bjarnason. In: Ísmús - íslenskur músík- og menningararfur. Abgerufen am 28. Dezember 2024 (isländisch).

| Vorgänger            | Amt                          | Nachfolger   |
| -------------------- | ---------------------------- | ------------ |
| Hallgrímur Sveinsson | Bischof von Island 1909–1916 | Jón Helgason |

| Personendaten    | Personendaten        |
| ---------------- | -------------------- |
| NAME             | Þórhallur Bjarnason  |
| KURZBESCHREIBUNG | isländischer Bischof |
| GEBURTSDATUM     | 2. Dezember 1855     |
| GEBURTSORT       | Laufás               |
| STERBEDATUM      | 15. Dezember 1916    |
| STERBEORT        | Reykjavík            |